# Adriano (football, avril 1982)
Pour les articles homonymes, voir Adriano.
Adriano Pereira da Silva dit Adriano est un joueur de football brésilien, né le 3 avril 1982 à Salvador de Bahia. Polyvalent, il pouvait jouer en défense centrale ou bien en défense latérale, à droite ou même à gauche.

## Biographie
Formé à Gremio, Adriano commence sa carrière en 2001, et reste dans son club d'origine jusqu'en 2004 ou son club est relégué en Série B brésilienne. Il décide alors de tenter l'aventure européenne, en rejoignant US Palerme récent promu en 2004. Il ne réussit cependant pas à trouver du temps de jeu, il est donc mis en copropriété avec l'Atalanta Bergame en 2005 alors en queue de classement de Serie A, et qui sera d'ailleurs reléguée en Serie B quelques mois plus tard. 
Après une saison en Serie B, il retrouve la Serie A avec Bergame en 2006, et en 2007, le club italien acquiert tous les droits du joueur. L'AS Monaco s'offre par la suite ses services en toute fin de mercato 2007. 
Auteur d'une saison décevante, il a tout de même participé à 24 matchs de Ligue 1, puisque son principal concurrent, Léandro Cufré, a été replacé à gauche par Ricardo. En 2008/2009, Ricardo souhaite le faire jouer en défense centrale, son poste de formation, mais Adriano subira des blessures l'empêchant d'être aligné une bonne partie de la saison. Lors de la saison 2009/2010, il débute comme titulaire à droite en concurrence avec l'ivoirien Igor Lolo et François Modesto. Il perdra sa place à la fin de l'année 2009 en raison de mauvaises performances puis d'une blessure au genou.
Il marque son premier but en Ligue 1 le 21 novembre 2010 à Lille (défaite 2-1) d'une retourné acrobatique. Il marque ensuite son deuxième but contre Auxerre (1-1) d'une reprise de volée et son troisième but à Bordeaux le 13 mars 2011 pour le compte de la 27e journée offrant ainsi la victoire (1-0) à son équipe. Du fait de ses bonnes performances après ses trois premières saisons décevantes, il prolonge son contrat de trois ans le 29 avril 2011 alors que le club n'est pas encore sauvé. Il est le deuxième meilleur buteur du club derrière Park Chu-young à l'issue de cette saison qui a vu l'AS Monaco chuter en Ligue 2.
En 2011/2012, il fait partie des cadres pour l'opération remontée. Cependant, il rate complètement sa première partie de saison à l'image de son club, dernier à la trêve hivernale. Le 20 décembre, lors du dernier match de l'année contre Clermont (0-0), il se reçoit mal et souffre d'une rupture des ligaments croisés du genou droit, ce qui met prématurément fin à sa saison.
Après six ans passés en Principauté, il n'entre plus dans les plans du club et résilie son contrat à l'amiable.

## Statistiques détaillées
| Saison                | Club                  | Championnat           | Championnat | Championnat | Coupe nationale | Coupe nationale | Coupe de la Ligue | Coupe de la Ligue | Compétition(s) continentale(s) | Compétition(s) continentale(s) | Compétition(s) continentale(s) | Total | Total |
| Saison                | Club                  | Division              | M.          | B.          | M.              | B.              | M.                | B.                | Comp.                          | M.                             | B.                             | M.    | B.    |
| 2004-2005             | US Palerme            | Serie A               | 1           | 0           | 2               | 0               | -                 | -                 | -                              | -                              | -                              | 3     | 0     |
| Sous-total            | Sous-total            | Sous-total            | 1           | 0           | 2               | 0               | 0                 | 0                 | -                              | 0                              | 0                              | 3     | 0     |
| 2004-2005             | Atalanta Bergame      | Serie A               | 10          | 2           | 1               | 0               | -                 | -                 | -                              | -                              | -                              | 11    | 2     |
| 2005-2006             | Atalanta Bergame      | Serie B               | 35          | 1           | 0               | 0               | -                 | -                 | -                              | -                              | -                              | 35    | 1     |
| 2006-2007             | Atalanta Bergame      | Serie A               | 25          | 1           | 2               | 0               | -                 | -                 | -                              | -                              | -                              | 27    | 1     |
| 2007-2008             | Atalanta Bergame      | Serie A               | 1           | 0           | 1               | 0               | -                 | -                 | -                              | -                              | -                              | 2     | 0     |
| Sous-total            | Sous-total            | Sous-total            | 71          | 4           | 4               | 0               | 0                 | 0                 | -                              | 0                              | 0                              | 75    | 4     |
| 2007-2008             | AS Monaco             | Ligue 1               | 24          | 0           | 2               | 0               | 2                 | 0                 | -                              | -                              | -                              | 28    | 0     |
| 2008-2009             | AS Monaco             | Ligue 1               | 15          | 0           | 0               | 0               | 0                 | 0                 | -                              | -                              | -                              | 15    | 0     |
| 2009-2010             | AS Monaco             | Ligue 1               | 16          | 0           | 1               | 0               | 0                 | 0                 | -                              | -                              | -                              | 17    | 0     |
| 2010-2011             | AS Monaco             | Ligue 1               | 32          | 4           | 0               | 0               | 2                 | 0                 | -                              | -                              | -                              | 34    | 4     |
| 2011-2012             | AS Monaco             | Ligue 2               | 14          | 0           | 1               | 1               | 1                 | 1                 | -                              | -                              | -                              | 16    | 2     |
| 2012-2013             | AS Monaco             | Ligue 2               | 15          | 1           | 2               | 0               | 3                 | 0                 | -                              | -                              | -                              | 20    | 1     |
| Sous-total            | Sous-total            | Sous-total            | 116         | 5           | 6               | 1               | 8                 | 1                 | -                              | 0                              | 0                              | 130   | 7     |
| Total sur la carrière | Total sur la carrière | Total sur la carrière | 188         | 9           | 10              | 1               | 8                 | 1                 | -                              | 0                              | 0                              | 206   | 11    |

## Style de jeu
Il est considéré comme un défenseur très polyvalent pouvant évoluer dans l'axe, à gauche, à droite et même au milieu de terrain, même si comme il le dit lui-même son poste de prédilection est dans l'axe de la défense.

## Palmarès
Adriano est Champion d'Italie de Serie B en 2006 avec l'Atalanta Bergame.
Parti à l'AS Monaco, il est finaliste de la Coupe de France en 2010 puis Champion de France de Ligue 2 en 2013.